# 克萊頓尼亞 (愛達荷州)
克萊頓尼亞（英語：Claytonia）是位於美國愛達荷州奧懷希縣的一個非建制地區。該地的面積和人口皆未知。

## 地理
克萊頓尼亞的座標為43°34′03″N 116°49′59″W / 43.56750°N 116.83306°W，而該地的平均海拔高度為87米（即2554英尺）。